# Wagneriana tauricornis
Wagneriana tauricornis är en spindelart som först beskrevs av O. Pickard-Cambridge 1889.  Wagneriana tauricornis ingår i släktet Wagneriana och familjen hjulspindlar. Inga underarter finns listade i Catalogue of Life.